# Космос-2420
Космос-2420 је један од преко 2400 совјетских вјештачких сателита лансираних у оквиру програма Космос.
Космос-2420 је лансиран са космодрома Плесецк, Русија, 3. маја 2006. Ракета-носач Сојуз је поставила сателит у орбиту око планете Земље. 